# Henri Bouchot
Pour les articles homonymes, voir Bouchot (homonymie).
Marie François Xavier Henri Bouchot est un historien, historien de l'art et conservateur français né le 26 septembre 1849 à Beure (Doubs) et mort le 10 octobre 1906 à Paris. Historien de l'estampe, il a dirigé le Cabinet des estampes de la Bibliothèque nationale de 1898 à sa mort et était membre de l'Institut.

## Biographie
Né dans une famille modeste de Franche-Comté, Henri Bouchot perd son père en 1859 et s'installe avec sa famille aux Tilleroyes, quartier de Besançon. Il participe à la guerre franco-allemande de 1870 dans l'armée de l'Est et ce n'est qu'à 25 ans qu'il devient élève de l'École nationale des chartes, où il obtient le diplôme d'archiviste paléographe en 1878 avec une thèse intitulée Notice sur le bailliage et la prévôté de Vitry-le-François.
Il fonde en 1883 la Revue Franc-comtoise et entre comme surnuméraire au Bibliothèque nationale, sous la conduite de Henri Delaborde, pour rédiger le catalogue Les Portraits aux crayons des XVIe et XVIIe siècles, conservés à la Bibliothèque nationale (1884). À la suite de ce travail, le duc d'Aumale lui demande conseil pour l'achat des dessins des frères Clouet que le comte de Carlisle désirait vendre : Bouchot se rend en Angleterre et confirme la qualité des dessins, finalement achetés par le duc et conservés aujourd'hui au château de Chantilly.
Sous-bibliothécaire en 1885, il rédige plusieurs études sur l'estampe ancienne. Il succède finalement à Georges Duplessis comme conservateur du Cabinet (1898). Il est élu membre correspondant de l'Académie des sciences, belles-lettres et arts de Besançon (1899), est fait chevalier de la Légion d'honneur en 1900 pour son implication dans l'organisation de l'Exposition universelle de 1900 et élu membre de l'Académie des beaux-arts (fauteuil 10 de la section des membres libres). Il organise en 1904 une exposition qui révèle pour la première fois les Primitifs français du XIVe au XVIIe siècle.
Il meurt subitement le 10 octobre 1906
Marié à Claire Chevalier, il a un fils, Jean Bouchot (1886-1932), conservateur du musée de Besançon, et une fille, Jacqueline Bouchot (1893-1975), professeur à l'École du Louvre et conservateur en chef au cabinet des dessins du Louvre. Cette dernière épouse Georges Saupique (1889-1961), sculpteur.
Une rue porte son nom dans sa commune natale de Beure. Une statue en son honneur (œuvre d'Armand Bloch) est inaugurée en 1907 à Besançon, dans un square du quartier Battant, qui prend alors son nom. Fondue par les Allemands en 1941, elle est sculptée en pierre en 1946 par Georges Saupique (à partir du moulage qui avait été conservé).

## Distinctions
- Chevalier de la Légion d'honneur (1900).

## Œuvres
Paradoxalement, son premier travail au Cabinet des estampes est de travailler sur les dessins anciens, dont il tire un catalogue Les portraits aux crayons des XVIe et XVIIe siècles. Mais rapidement, c'est bien à l'estampe qu'il s'intéresse. Dans le livre (Le Livre. L’illustration – La Reliure. Étude historique sommaire, 1886) puis en tant que tel avec Dictionnaire des marques et monogrammes de graveurs (1886-1887) et des études sur Jacques Callot (1889) et sur Les Clouet et Corneille de Lyon d’après des documents inédits (1892).
En 1903, il publie un catalogue des incunables du Cabinet (Les deux cents incunables xylographiques du Département des estampes) et organise une exposition très remarquée Les Primitifs français au pavillon de Marsan du Louvre et à la Bibliothèque nationale. Cette exposition est le contrepoint de celle tenue à Bruges en 1902, Les Primitifs flamands. Bouchot visait à démontrer l'existence d'une école française, dans une appréhension voisinant parfois avec le nationalisme. L'idée est nuancée dans l'introduction même du catalogue par Georges Lafenestre et critiquée par Louis Dimier.

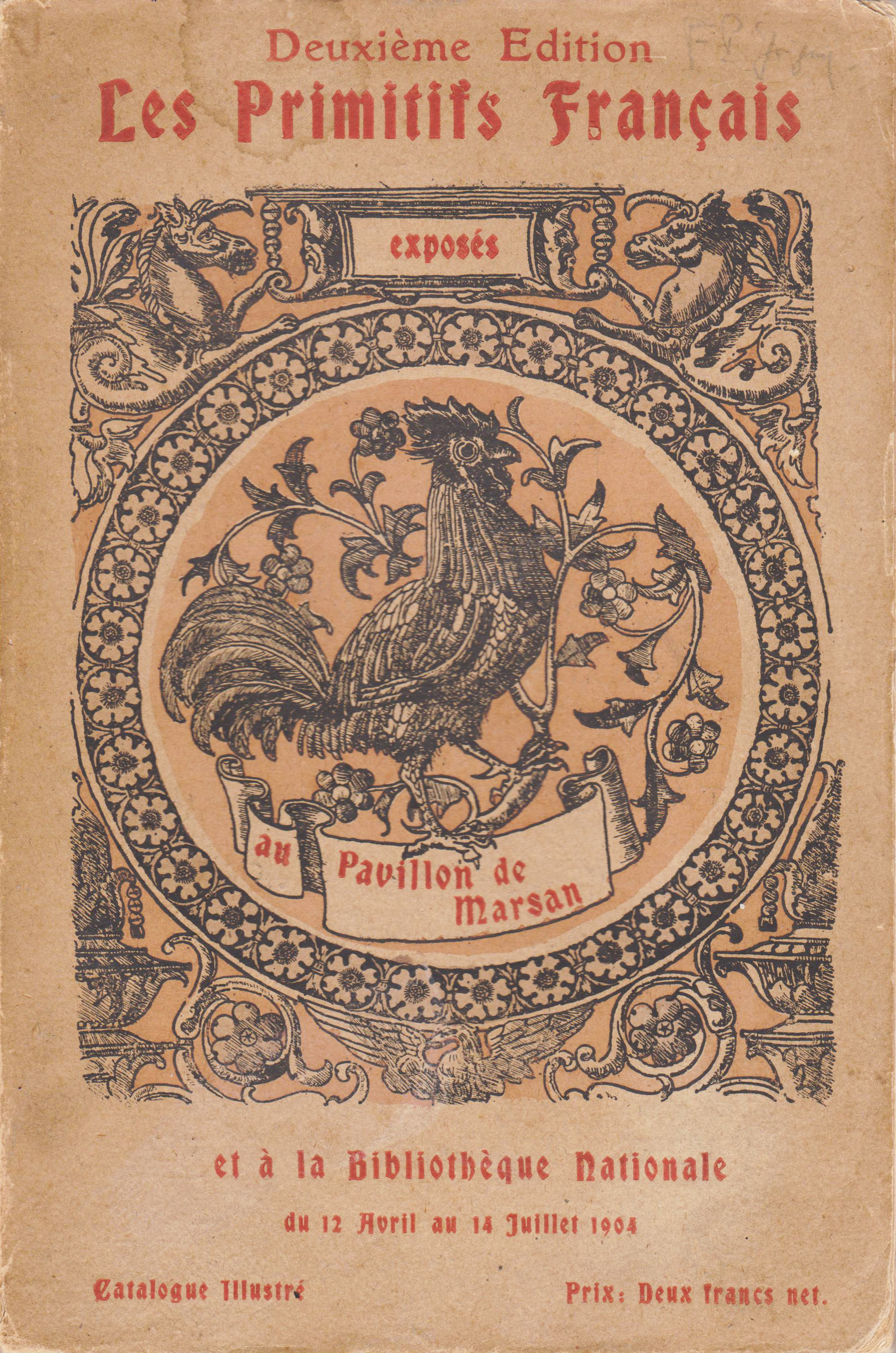
Couverture du catalogue de 1904 Les Primitifs français.

Parmi ses très nombreuses publications, on peut citer:
- Lettre sur l'histoire du Perthois (XIVe siècle), Pessez (Vitry-le-François), 1880, 36 p., in-8, lire en ligne sur Gallica.
- Les gaudes : poésies patoises, [dessin de Jean Gigoux], Ch. Marion - Morel et Cie (Besançon), 1883, lire en ligne sur Gallica.
- Les portraits aux crayons des XVIe et XVIIe siècles conservés à la Bibliothèque nationale, 1525-1646 [notice, catalogue et appendice], H. Oudin (Paris), 1884, 412 p., 26 cm + 2 portr. en fac-sim.,lire en ligne sur Gallica.
- Le livre: étude historique sommaire, Maison Quantin, 1886, 320 p.
- « Notice sur la vie et les travaux d'Étienne Martellange, architecte des jésuites (1569-1641), d'après des documents inédits conservés au Cabinet des estampes de la Bibliothèque nationale », in: Bibliothèque de l'école des chartes1886, tome 47. pp. 17–52, doi : 10.3406/bec.1886.447435 Texte intégral.
- « Les portraits peints de Charles VIII et d'Anne de Bretagne à la Bibliothèque nationale », in: Bibliothèque de l'école des chartes, 1887, tome 48. pp. 580–581. doi : 10.3406/bec.1887.447495 Texte intégral.
- Jacques Callot, sa vie, son œuvre et ses continuateurs, Hachette et Cie (Paris), coll. « La Bibliothèque des merveilles », 1889, lire en ligne sur Gallica.
- Les ex-Libris et les marques de possession du livre, E. Rouveyre (Paris), 1891, 1 vol. (104 p.) : ill. ; in-16, lire en ligne sur Gallica.
- Les Livres à Vignettes du XIXe siècle : du classique et du romantique; le livre à vignettes sous Louis-Philippe, sous le Second Empire et de 1870 à 1880, Paris, Édouard Rouveyre, 1891, 103 p..
- Des livres modernes qu'il convient d'acquérir : l'art et l'engouement, la bibliofolie contemporaine, les procédés de décoration, E. Rouveyre (Paris), 1891, 100 p. : ill. ; in-18, lire en ligne sur Gallica.
- Le Cabinet des estampes de la Bibliothèque nationale : guide du lecteur et du visiteur, catalogue général et raisonné des collections qui y sont conservées [table générale par Louis Morand et Mme Hervian], E. Dentu (Paris), 1895, lire en ligne sur Gallica.
- La lithographie, Librairies imprimeries réunies (Paris), 1895, 1 vol., 296 p., ill. ; in-8, lire en ligne sur Gallica.
- Un ancêtre de la gravure sur bois : étude sur un xylographe taillé en Bourgogne vers 1370, E. Lévy (Paris), 1902,lire en ligne sur Gallica.
- Les deux cents incunables xylographiques du département des estampes : origines de la gravure sur bois, les précurseurs, les papiers, les indulgences, les "grandes pièces" des Cabinets d'Europe, catalogue raisonné des estampes sur bois et sur métal du Cabinet de Paris, E. Lévy (Paris), 1903, 2 vol.:
  - I - Texte, lire en ligne sur Gallica.
  - II - Atlas, lire en ligne sur Gallica.
- L'exposition des primitifs français. La peinture en France sous les Valois, Librairie centrale des beaux-arts (Paris), 1904, 4 vol. lire en ligne sur Gallica et Texte intégral en ligne.
- L'exposition des primitifs français. Complément documentaire au catalogue officiel de l'exposition, Librairie centrale de l'Art ancien et moderne (Paris), 1904, Texte intégral en ligne.
- En collaboration avec Léopold Delisle et Jules Guiffrey, préface de Georges Lafenestre : Exposition des Primitifs français au Palais du Louvre (Pavillon de Marsan) et à la Bibliothèque nationale du 12 avril au 14 juillet 1904 [catalogue] , Palais du Louvre et Bibliothèque nationale (Paris), 1904, Texte intégral en ligne.

Des publications sur sa région natale :
- Contes franc-comtois.- Dole : [s. n. ?], 1887.
- La crèche : drame populaire en patois de Besançon, tel qu'il fut joué en 1873 à la crèche franc-comtoise / : impr. J. Mayet et cie, 1889.
- La Franche-Comté ; Illustrations par Eugène Sadoux.- Paris : Plon, 1890